# 薩姆·霍利斯
薩姆·霍利斯（英語：Sam Hollis，1866年—1942年4月17日）是一位英格蘭足球教練及領隊。
霍利斯在諾丁漢出生，他的足球經驗相對較少，曾經在當地的登記處工作，擁有一家酒吧。他在1894年加盟伍爾維奇阿仙奴作為一線隊教練。
1897年4月，霍利斯被新成立的布里斯托城挖角，他在那裡擔任領隊，他在知更鳥三度出任領隊一職。在1899年3月，他離開了布里斯托城轉任貝德明斯特的秘書領隊。貝德明斯特在1900年與布里斯托城合併，霍利斯失去了工作。他在1901年回到布里斯托城執教，這是他最成功的一段執教時期，布里斯托城在南部聯賽以第二名完成，升級至足球聯賽。
他在1905年3月離開了俱樂部，並在1899年至1909年及1905年至1911年分別營運一家酒吧及管理一家酒店。他在1911年1月第三次執掌布里斯托城，見證了球隊從甲級聯賽降至乙級聯賽。在1913年4月離開了阿頓特加特球場後，他在7月成為南部聯賽球隊新港郡的領隊，執教至1917年。他在此後便不再涉足足球管理工作，但他是布里斯托城股東的主席，他在1942年4月於布里斯托爾逝世。

## 註腳
1. ↑  （英文）.   [2012-06-01]. （原始内容存档于2012-10-25）.